# Libro de Rut
Rut, también llamado Libro de Rut, (מְגִלַּת רוּת, Megillath Ruth, el «Rollo de Ruth», una de las Cinco Megillot) se incluye en la tercera división, o los Escritos (Ketuvim), de la Biblia hebrea. Es uno de los libros bíblicos del Tanaj y del Antiguo Testamento, precedido por el Libro de los Jueces y seguido por 1 Samuel. En el Tanaj hebreo se lo cuenta entre los Ketuvim ("escritos").
Narra la historia de Noemí y su nuera Rut, que regresan a Belén tras la muerte de sus maridos, donde la lealtad de Rut hacia Noemí la lleva a casarse con Booz. Su hijo Obed se convierte en el abuelo del rey David. 
El libro fue escrito en hebreo, probablemente durante el período del Persa (c. 550-330 a. C.). Algunos eruditos consideran que el libro es una obra de ficción histórica,mientras que otros eruditos sostienen que se trata de un relato histórico que describe hechos reales.
El libro goza de gran estima entre los judíos conversos, como demuestra la considerable presencia de Boaz en la literatura rabínica. También funciona litúrgicamente, ya que se lee durante la fiesta judía de Shavuot («Semanas»).

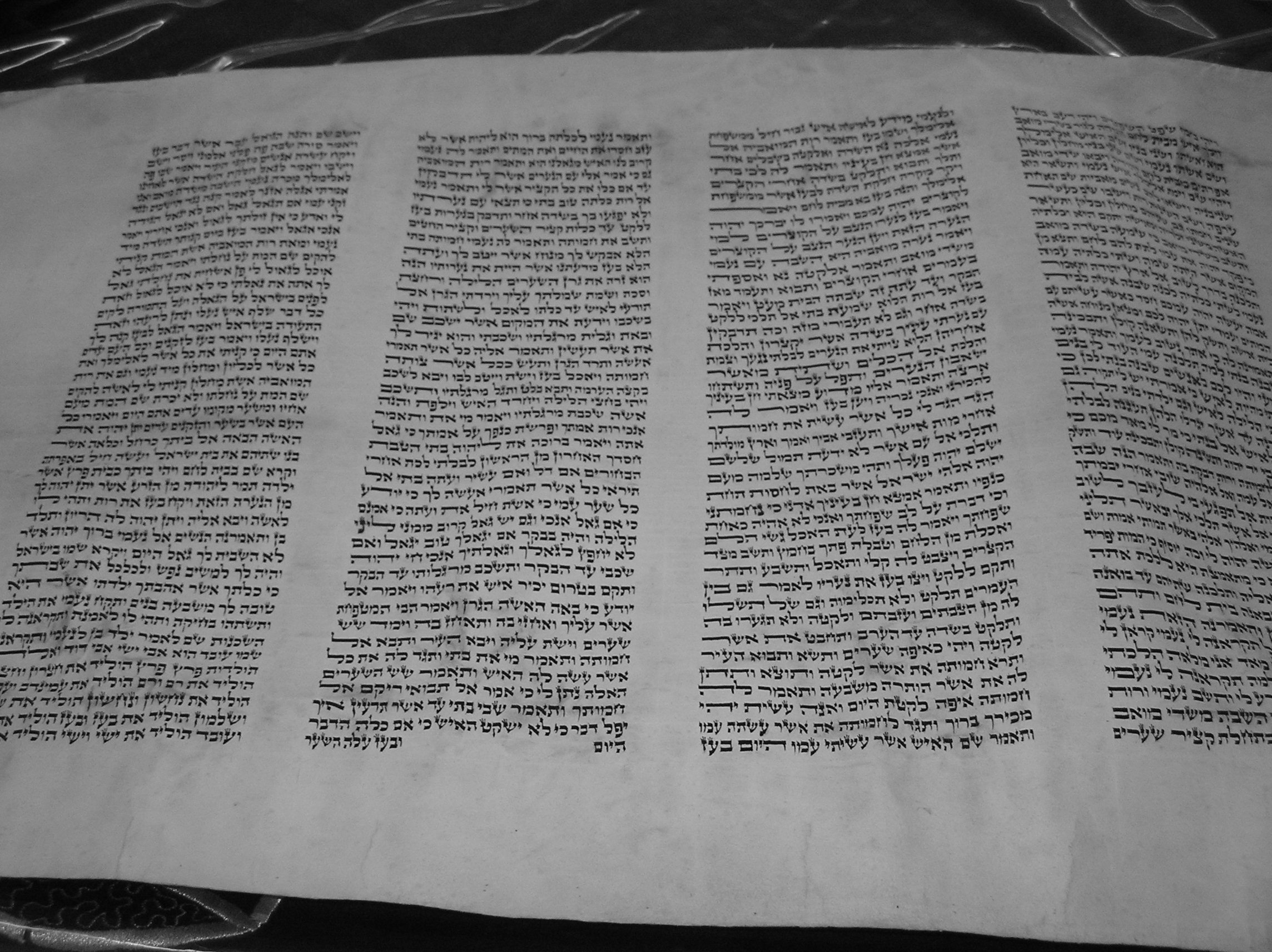
Texto hebreo de Rut

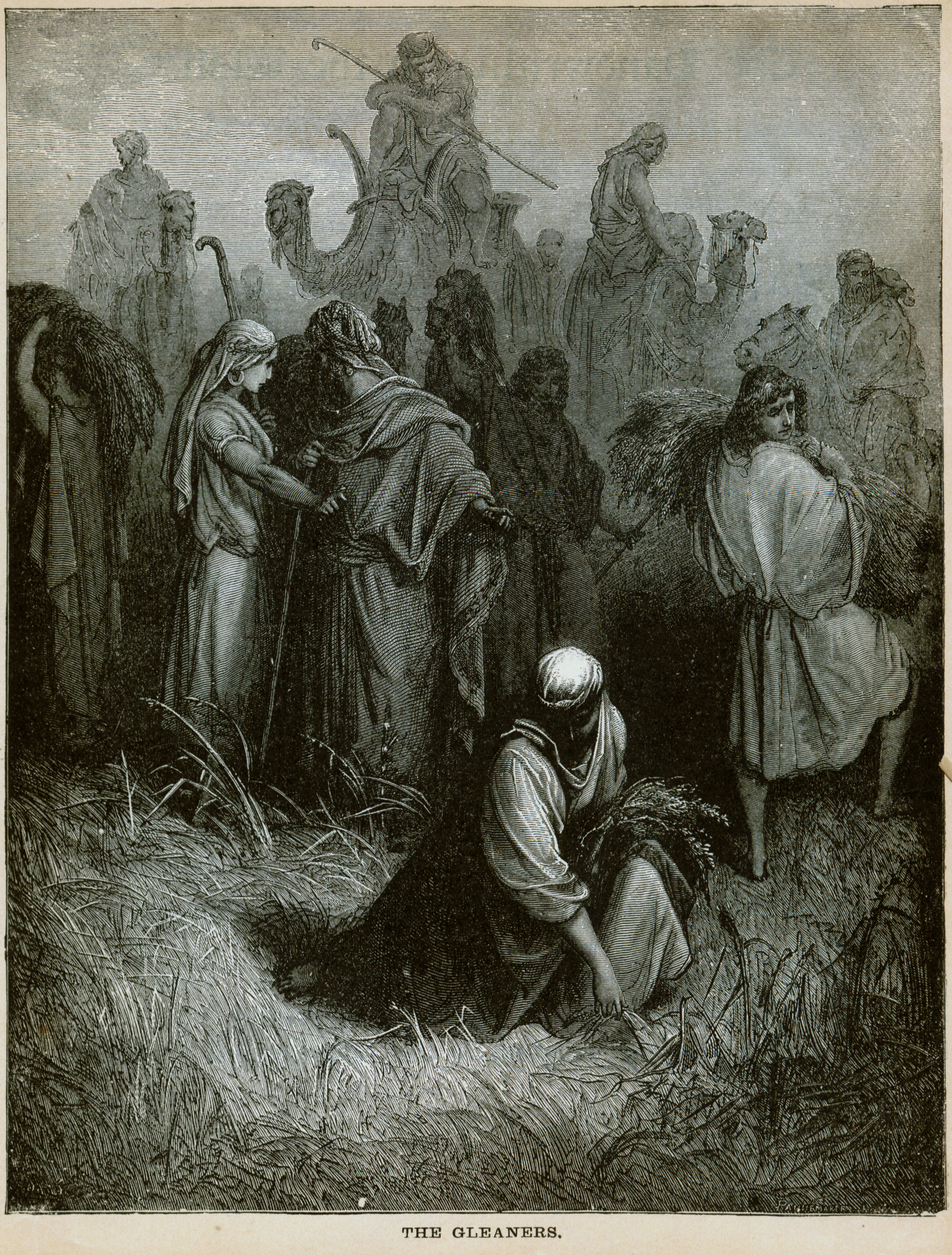
«Las espigadoras», un grabado que ilustra el Libro de Rut de Gustave Doré (1832-1883)

.

## Estructura
El libro está estructurado en cuatro capítulos.
Acto 1: Prólogo y problema: la muerte y el vacío (1:1-22)
- Escena 1: Preparando la escena (1:1-5)
- Escena 2: Noemí regresa a casa (1:6-18)
- Escena 3: Llegada de Noemí y Rut a Belén (1:19-22)

Acto 2: Rut conoce a Booz, pariente de Noemí, en el campo de la siega (2:1-23)
- Escena 1: Rut en el campo de Booz (2:1-17)
- Escena 2: Rut informa a Noemí (2:18-23)

Acto 3: Noemí envía a Rut a Booz en la era (3:1-18)
- Escena 1: Noemí revela su plan (3:1-5)
- Escena 2: Rut en la era de Booz (3:6-15)
- Escena 3: Rut informa a Noemí (3:16-18)

Acto 4: Resolución y Epílogo: Vida y plenitud (4:1-22)
- Escena 1: Booz con los hombres en la puerta (4:1-12)
- Escena 2: Le nace un hijo a Rut (4:13-17)

Apéndice genealógico (4:18-22)

## Resumen

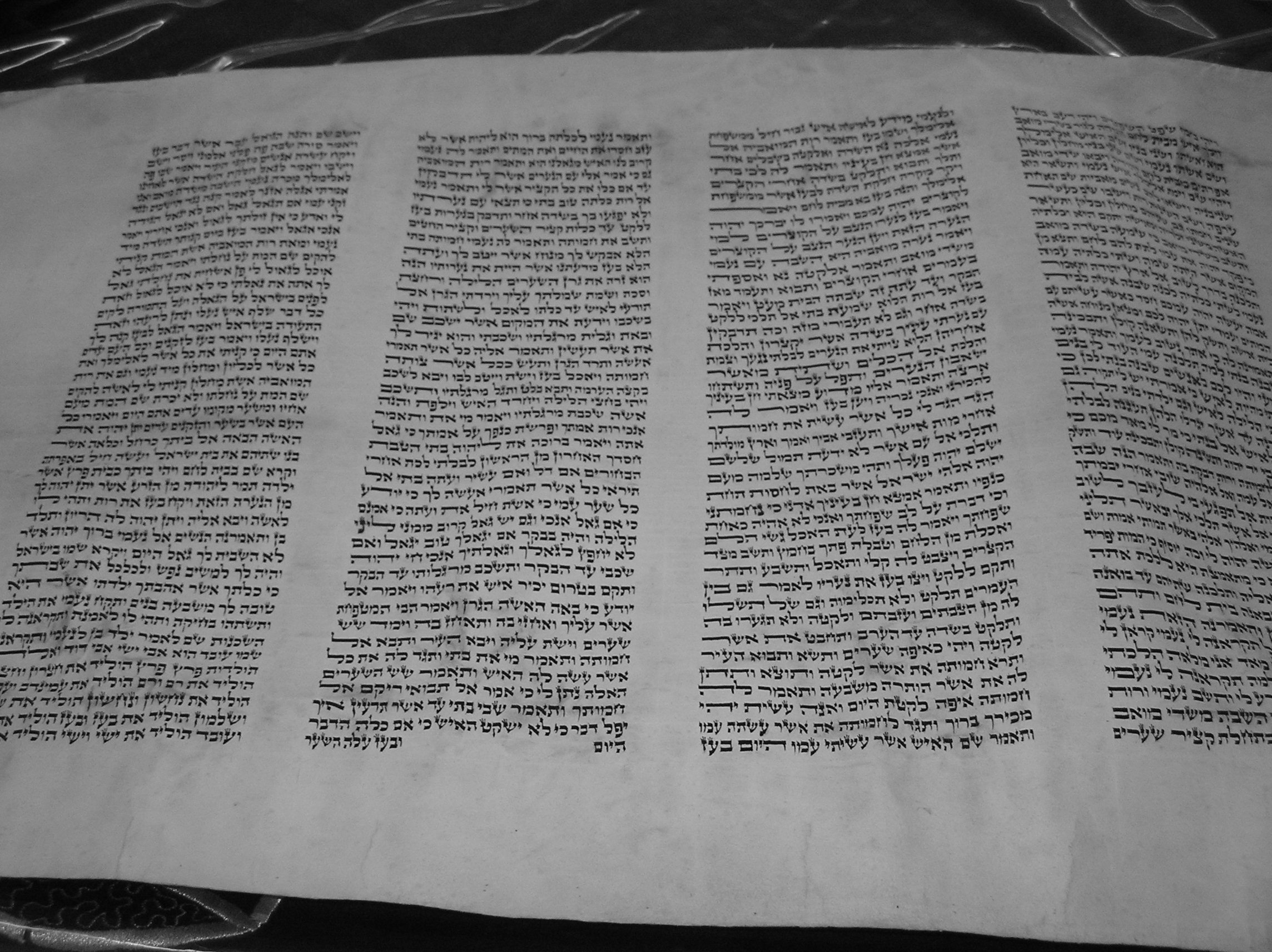
Texto hebreo de Rut

Durante la época de los jueces bíblicos, una familia israelita de Belén (que son Efratitas) — Elimelec, su esposa Noemí, y sus hijos Mahlon y Quelión —emigran al país vecino de Moab. Elimelec muere y los hijos se casan con dos mujeres moabitas: Mahlon con Rut y Quelión con Orfa.
Al cabo de unos diez años, los dos hijos de Noemí también mueren en Moab (1:4). Noemí decide regresar a Belén. Les dice a sus nueras que regresen con sus propias madres y se vuelvan a casar. Orfa se marcha a regañadientes. Sin embargo, Rut se niega: «No me instes a que te deje, a que me vuelva atrás y no te siga. Porque dondequiera que vayas, iré; dondequiera que te alojes, me alojaré; tu pueblo será mi pueblo, y tu Dios mi Dios. Donde tú mueras, moriré yo, y allí seré enterrada. Así y más me haga el Señor si algo que no sea la muerte me separa de ti». (Rut 1:16-17 NJPS).
Naomi y Ruth regresan a Belén al comienzo de la cosecha de cebada y, para mantener a su suegra y a ella misma, Ruth va a los campos a espigar. Da la casualidad de que el campo pertenece a un hombre llamado Booz, que es amable con ella porque ha oído hablar de su lealtad hacia su suegra. Rut le cuenta a Noemí la bondad de Booz, y Rut continúa espigando en su campo durante el resto de las cosechas de cebada y trigo.
Booz, al ser pariente cercano de la familia del marido de Noemí, está obligado por la ley del levirato a casarse con Rut, la viuda de Mahlon, para continuar con la herencia de su familia. Naomi envía a Ruth a la era por la noche, donde duerme Boaz, y le dice a Ruth que «descubra sus pies y se acueste» y espere sus instrucciones (Ruth 3-4). Ruth obedece. Al despertar, Boaz le pregunta quién es y ella responde: «Soy tu sierva Rut. Extiende tu manto sobre tu sierva, porque eres un pariente redentor» (3:9 NJPS). 
Reconociendo que es un pariente cercano, Booz la bendice y acepta hacer todo lo necesario. Señala que «todos los ancianos de mi pueblo saben lo buena mujer que eres» (3:11 NJPS). Sin embargo, Booz le advierte que tiene un pariente varón más cercano que él. Rut permanece sumisa a sus pies hasta que regresa a la ciudad por la mañana.
Temprano esa mañana, Booz va a la puerta de la ciudad para reunirse con el otro pariente varón ante los ancianos del pueblo. El pariente no es nombrado. Booz se dirige a él como «ploni almoni», «tal y tal». El pariente, reacio a poner en peligro la herencia de su propio patrimonio al casarse con Rut, renuncia a su derecho de redención, liberando así a Booz para que se case con Rut. Transfieren la propiedad, redimiéndola, y ratifican la redención por parte del pariente más cercano quitándose el zapato y entregándoselo a Booz. Rut 4:7 señala para las generaciones posteriores que:
Esto se hacía antiguamente en Israel en casos de redención o intercambio: para validar cualquier transacción, un hombre se quitaba la sandalia y se la entregaba al otro. Tal era la práctica en Israel. (NJPS)
Boaz y Ruth se casan y tienen un hijo. Las mujeres de la ciudad celebran la alegría de Naomi al encontrar un redentor para preservar el nombre de su familia. Naomi toma al niño y lo coloca en su pecho.
El niño se llama Obed, de quien el lector descubre que es «el padre de Jesé, el padre de David» (Rut 4:13-17); es decir, es el abuelo del rey David, por lo que Rut es la bisabuela del rey David.
El libro concluye con un apéndice que traza la genealogía davídica desde Farés, «a quien Tamar dio a luz a Judá», hasta Obed, y de ahí a David.

## Autor y época
El autor del libro de Rut es desconocido; algunos detalles de su estilo y argumento ubican la fecha de su composición en la época posterior al Exilio en Babilonia.
Otros, por su parte, argumentan la posibilidad de que el escrito date de fechas posteriores a la coronación de David, pues al final del libro se encuentra su genealogía. El hecho de que no se mencione a Salomón convence a muchos estudiosos de que debe ser fechado antes del reinado de este.

## Composición y género
Según algunos estudiosos, es probable que el Libro de Rut sea una obra de ficción histórica. Otros estudiosos sostienen que el Libro es una narración histórica escrita en forma de cuento corto.
El libro no nombra a su autor. Tradicionalmente se atribuye al profeta Samuel (siglo XI a. C.), pero la identidad de Rut como no israelita y el énfasis en la necesidad de una actitud inclusiva hacia los extranjeros sugieren un origen en el siglo V a. C., cuando los matrimonios mixtos se habían vuelto controvertidos (como se ve en Esdras 9:1 y Nehemías 13:1).
Por lo tanto, un número considerable de estudiosos lo datan en el período persa (550-330 a. C.). Se cree que la genealogía que concluye el libro es una adición sacerdotal posterior al exilio, ya que no añade nada a la trama; sin embargo, está cuidadosamente elaborada e integra el libro en la historia de Israel que va desde el Génesis hasta los Reyes.

## Origen del nombre
El libro ha sido bautizado con el nombre de una de sus protagonistas, mujer moabita llamada Rut, viuda y sin hijos. Por su bondad y piedad para con su suegra fue aceptada y bendecida por Dios. 
Rut, una moabita que, después de la muerte de su esposo Mahlón, se dirigió a Belén con su también enviudada suegra Noemí, ocupa un lugar importante en la historia israelita, ya que llegó a ser antecesora de David (Rut 4:18-22) y de Jesús (Mateo 1:1-5).

## Argumento
El libro narra la historia de Elimélec, un hombre de Belén de Judá (entonces Efrata) que emigró con su familia al país de Moab. Su esposa se llamaba Noemí y sus hijos, Quelión y Mahlón. Al morir Elimélec, sus dos hijos se casaron con Orpá y Rut de Moab, respectivamente.
Unos diez años más tarde, murieron también los dos hijos sin dejar descendencia, y entonces Noemí, acompañada de su nuera Rut, regresó a Belén, mientras que Orpá decidió regresar con su familia. Al llegar a Belén, Rut y Noemí no tenían nada, por lo que Rut se puso a trabajar en el campo de Booz, uno de los primos de la familia de Elimélec. Como otro familiar no estuvo dispuesto a casarse con Rut, ese deber le correspondió a Booz, que ya se había sentido atraído por la moabita. De este matrimonio nació un hijo, Obed, que más tarde sería abuelo del rey David. Así, Rut ingresa por sus propias virtudes en la religión judía.

## Genealogía: Ascendencia de David desde Ruth
Las diversas relaciones mencionadas en el libro forman un árbol genealógico:

"
|      |      |      |      |      |      |       |  |  |  |  |  |      |      |      |      |      |      |  |  |  |  |  |  |          |          |          |          |          |          |  |  |  |  |  |  |         |         |         |         |         |         |  |  |  |  |  |  |       |       |       |       |       |       |  |  |  |  |
|      |      |      |      |      |      |       |  |  |  |  |  |      |      |      |      |      |      |  |  |  |  |  |  |          |          |          |          |          |          |  |  |  |  |  |  |         |         |         |         |         |         |  |  |  |  |  |  |       |       |       |       |       |       |  |  |  |  |
|      |      |      |      |      |      |       |  |  |  |  |  |      |      |      |      |      |      |  |  |  |  |  |  | Elimelec | Elimelec | Elimelec | Elimelec | Elimelec | Elimelec |  |  |  |  |  |  | Noemí   | Noemí   | Noemí   | Noemí   | Noemí   | Noemí   |  |  |  |  |  |  |       |       |       |       |       |       |  |  |  |  |
|      |      |      |      |      |      |       |  |  |  |  |  |      |      |      |      |      |      |  |  |  |  |  |  | Elimelec | Elimelec | Elimelec | Elimelec | Elimelec | Elimelec |  |  |  |  |  |  | Noemí   | Noemí   | Noemí   | Noemí   | Noemí   | Noemí   |  |  |  |  |  |  |       |       |       |       |       |       |  |  |  |  |
|      |      |      |      |      |      |       |  |  |  |  |  |      |      |      |      |      |      |  |  |  |  |  |  |          |          |          |          |          |          |  |  |  |  |  |  |         |         |         |         |         |         |  |  |  |  |  |  |       |       |       |       |       |       |  |  |  |  |
|      |      |      |      |      |      |       |  |  |  |  |  |      |      |      |      |      |      |  |  |  |  |  |  |          |          |          |          |          |          |  |  |  |  |  |  |         |         |         |         |         |         |  |  |  |  |  |  |       |       |       |       |       |       |  |  |  |  |
| Boaz | Boaz | Boaz | Boaz | Boaz | Boaz |       |  |  |  |  |  | Ruth | Ruth | Ruth | Ruth | Ruth | Ruth |  |  |  |  |  |  | Mahlon   | Mahlon   | Mahlon   | Mahlon   | Mahlon   | Mahlon   |  |  |  |  |  |  | Chilion | Chilion | Chilion | Chilion | Chilion | Chilion |  |  |  |  |  |  | Orpah | Orpah | Orpah | Orpah | Orpah | Orpah |  |  |  |  |
| Boaz | Boaz | Boaz | Boaz | Boaz | Boaz |       |  |  |  |  |  | Ruth | Ruth | Ruth | Ruth | Ruth | Ruth |  |  |  |  |  |  | Mahlon   | Mahlon   | Mahlon   | Mahlon   | Mahlon   | Mahlon   |  |  |  |  |  |  | Chilion | Chilion | Chilion | Chilion | Chilion | Chilion |  |  |  |  |  |  | Orpah | Orpah | Orpah | Orpah | Orpah | Orpah |  |  |  |  |
|      |      |      |      |      |      |       |  |  |  |  |  |      |      |      |      |      |      |  |  |  |  |  |  |          |          |          |          |          |          |  |  |  |  |  |  |         |         |         |         |         |         |  |  |  |  |  |  |       |       |       |       |       |       |  |  |  |  |
|      |      |      |      |      |      | Obed  |  |  |  |  |  |      |      |      |      |      |      |  |  |  |  |  |  |          |          |          |          |          |          |  |  |  |  |  |  |         |         |         |         |         |         |  |  |  |  |  |  |       |       |       |       |       |       |  |  |  |  |
|      |      |      |      |      |      |       |  |  |  |  |  |      |      |      |      |      |      |  |  |  |  |  |  |          |          |          |          |          |          |  |  |  |  |  |  |         |         |         |         |         |         |  |  |  |  |  |  |       |       |       |       |       |       |  |  |  |  |
|      |      |      |      |      |      | Jesé  |  |  |  |  |  |      |      |      |      |      |      |  |  |  |  |  |  |          |          |          |          |          |          |  |  |  |  |  |  |         |         |         |         |         |         |  |  |  |  |  |  |       |       |       |       |       |       |  |  |  |  |
|      |      |      |      |      |      |       |  |  |  |  |  |      |      |      |      |      |      |  |  |  |  |  |  |          |          |          |          |          |          |  |  |  |  |  |  |         |         |         |         |         |         |  |  |  |  |  |  |       |       |       |       |       |       |  |  |  |  |
|      |      |      |      |      |      | David |  |  |  |  |  |      |      |      |      |      |      |  |  |  |  |  |  |          |          |          |          |          |          |  |  |  |  |  |  |         |         |         |         |         |         |  |  |  |  |  |  |       |       |       |       |       |       |  |  |  |  |

Los versículos 4:18-22 contienen una genealogía de Farés (hijo de Judá) hasta David con nombres.
|  |  |  |  |  |  | Farés    |  |  |  |  |  |
|  |  |  |  |  |  |          |  |  |  |  |  |
|  |  |  |  |  |  | Aram     |  |  |  |  |  |
|  |  |  |  |  |  |          |  |  |  |  |  |
|  |  |  |  |  |  | Ram      |  |  |  |  |  |
|  |  |  |  |  |  |          |  |  |  |  |  |
|  |  |  |  |  |  | Aminadab |  |  |  |  |  |
|  |  |  |  |  |  |          |  |  |  |  |  |
|  |  |  |  |  |  | Naasón   |  |  |  |  |  |
|  |  |  |  |  |  |          |  |  |  |  |  |
|  |  |  |  |  |  | Salmon   |  |  |  |  |  |
|  |  |  |  |  |  |          |  |  |  |  |  |
|  |  |  |  |  |  | Booz     |  |  |  |  |  |
|  |  |  |  |  |  |          |  |  |  |  |  |
|  |  |  |  |  |  | Obed     |  |  |  |  |  |
|  |  |  |  |  |  |          |  |  |  |  |  |
|  |  |  |  |  |  | Jesé     |  |  |  |  |  |
|  |  |  |  |  |  |          |  |  |  |  |  |
|  |  |  |  |  |  | David    |  |  |  |  |  |

## Propósito

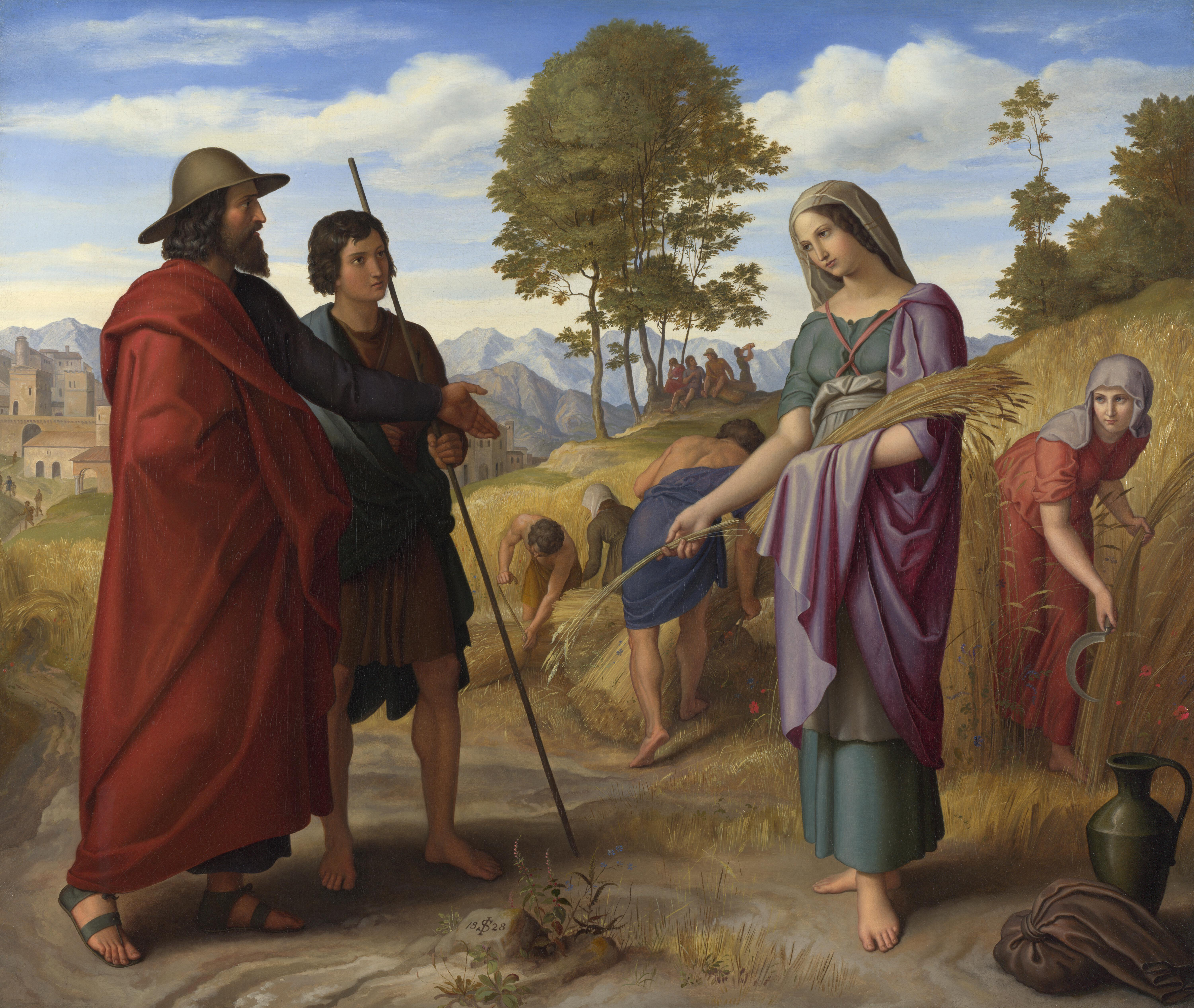
Rut en el campo de Booz, óleo de Julius Schnorr von Carolsfeld, Galería Nacional, Londres

Las intenciones principales del libro son : 
a) Demostrar que había bondad y fidelidad de Dios en Israel durante el período cruel y desenfrenado de los jueces. No todos los hebreos se dieron a la idolatría, la concupiscencia y el derramamiento de sangre en aquel entonces. Ross comenta: “esta hermosa órbita nos pinta un cuadro de las santas bendiciones que descienden sobre la vida social y doméstica de cualquier época, cuando prevalecen una fe sencilla en Dios y un amor sincero al prójimo. 
b) Revelar la providencia divina. Dios en sus inescrutables designios, permite grandes males para traer bien a los suyos, y se interesa en las cosas más ordinarias de la vida diaria. Incluso para las personas menos importantes. Aunque la tragedia de la familia de Elimélec fue dolorosa y numerosas sus desgracias, Dios recompensó ampliamente la piedad de Noemí y la bondad de Rut. 
c) Proporcionar una lección misionera, demostrando de qué manera una mujer gentil se convirtió en la seguidora del verdadero Dios y como se incorporó a la vida del pueblo de Dios. En Dios no hay excepción de razas; Él toma bajo sus alas de protección a los extranjeros que confían en Él.
d) Demostrar de qué manera David descendió de una mujer cuya fe –no su raza- fue lo que la salvó. 
Casi todos los comentaristas consideran el libro de Rut como un ensayo sobre la soberanía de Dios que destaca su misericordia y relata el final feliz de una historia que comienza con una escena de hambre, muerte y desconsuelo. Desafortunadamente, esas observaciones se hacen a menudo invocando los reiterados lamentos de Noemí, quien se quejaba amargamente de que la mano de Dios se había levantado contra ella (1.13, 20, 21). Dos veces, en sus lamentaciones, Noemí usa el término «Todopoderoso» para referirse a Dios, haciendo énfasis en que su irresistible poder se había vuelto contra ella. Sin embargo, no es necesario presumir que el punto de vista de Noemí deba ser aceptado como una revelación espiritual llamada a convertirse en doctrina. Por el contrario, se comprenden mejor sus palabras como una expresión de humana perplejidad recogida por la historia.
Esta aclaración, a la hora de considerar las palabras de Noemí, parece imprescindible para una interpretación ortodoxa del texto. Atribuir a la intención o a la mano de Dios los desastres que aparecen en este libro no concuerda con la revelación que ofrece la Escritura, en su conjunto, sobre la naturaleza divina. La hambruna (1.1) era un subproducto natural del pecado, un castigo que el pueblo se impuso a sí mismo por su desobediencia. En varios pasajes de la Biblia se anotaron advertencias hechas por Dios, en el sentido de que la propia tierra se volvería en su contra si le eran infieles (Dt 28.15, 16, 23, 24, 38–40). Aún más, la decisión de Elimelec de mudarse con su familia a los campos de Moab (1.2) no se presenta como fruto de indicación divina alguna, sino de su propia elección. ¿Por qué sugerir que los acontecimientos que ocurrieron a continuación (su muerte y la de sus hijos) se debieron a la providencia divina? 
Existe otra razón para afirmar que estos infortunados acontecimientos, aunque no escapaban a la omnisciencia divina, no constituyeron un castigo de Dios, sino que son el resultado natural de circunstancias ajenas a la promesa divina. La protección de Dios es para aquellos que se mantienen obedientes en la heredad que de Él han recibido. 
Por lo tanto, Noemí representa algo más que una teología folclórica. Aunque obviamente era una mujer sincera y creyente, se revela vulnerable a la práctica común de culpar a Dios por aquellos acontecimientos que alejan, causan la muerte o perjudican a su gente, y frente a los cuales la humanidad indefensa no puede hacer nada. Pero la Escritura revela, a través de la integridad de su mensaje, que tales infortunios no proceden directamente de Dios, sino son el resultado del castigo que pesa sobre los seres humanos por el pecado original o el fruto de las acciones en la carne cuando decide seguir sus propios caminos, no importa lo malicioso o inocente del intento, o consecuencia del asalto directo del gran adversario del pueblo israelita y el cristiano, el diablo (Jn 10.10). 
Rut es un libro que demuestra que la soberanía de Dios no está minimizada por esas observaciones. Por el contrario, subraya que el objetivo de Él es su soberana gracia y poder. Como Todopoderoso deja en libertad al hombre y no se opone a las decisiones de este, pero transforma las restricciones, los daños, las dificultades y los consejos que llevan al fracaso y que son el resultado del pecado, la carne o el diablo.

## Características

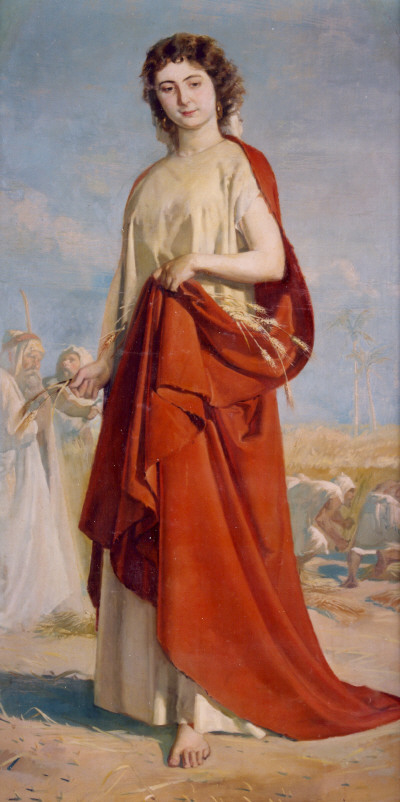
Rut.

Es uno de los libros más breves del Antiguo Testamento, y supone algunas características especiales que lo diferencian de los demás.
Al volver de la cautividad, los judíos en general y el autor del libro en particular se encuentran con Israel dividida ideológicamente en dos tendencias: una de ellas cerrada y exclusivista, que quería mantener la pureza del judaísmo a toda costa, y otra más abierta y universalista que deseaba ampliar el espectro a las naciones vecinas y de ser posible al mundo entero.
El primer grupo quería prohibir los matrimonios mixtos, y los últimos profetas se adscribieron a esta teoría y preconizan severamente contra las leyes más flexibles de Esdras y Nehemías. Pero el cambio de los tiempos es inexorable y la apertura no puede evitarse: el judaísmo ya no volverá a estar aislado nunca más. A esta corriente pertenece el libro de Rut, al igual que Job y Jonás.
El autor de Rut se preocupa por mostrar la gloria de Dios a través de Rut como modelo de piedad, amabilidad, fidelidad, obediencia, sumisión y coraje; es un ejemplo concreto de todas y cada una de las virtudes del judaísmo. Su suegra Noemí recibirá las bendiciones de Yahvéh a través de ella.

## Sentido religioso
Si bien el libro es bastante liberal y universalista, su sentido último es de equilibrio y compromiso entre las dos corrientes contrapuestas. Pero, si bien es cierto que el judaísmo debe conservar su unidad y pureza doctrinaria, los analistas cristianos afirman que esto está equilibrado por la aproximación del Evangelio que viene, en el sentido de que, a partir de aquí, será también misión esencial del pueblo judío preparar la difusión de la verdad entre las demás naciones.

## Símbolos presentes
Rut es, como otros libros históricos de la Biblia, una narración histórica cuya finalidad es trazar una parábola moral. Los fines que pretende lograr el autor son éticos y literarios además de históricos.
Los nombres de los personajes encierran significados profundos: Noemí ("mi graciosa"), Mahlón ("languidez"), Quelión ("consunción"), Orfa ("la que vuelve la espalda") y finalmente Rut ("la compañera"). Todo esto apoya y ayuda a la narración, aunque es posible que algunos sentidos ocultos escapen hoy en día al lector moderno.
Es definitivamente un relato de fe, amor y evidentemente con una gran tipología mesiánica.

## Generación Fares
El Libro especifica la generación de Farés: Farés, Hezrón, Aram o Ram, Aminadab, Naasón, Salmon o Salma, Boaz o Booz, Obed, Isaí o Jesé, David.

## Costumbre de renuncia a herencia o a compra preferente
Dice el Libro que era antigua costumbre en el Israel de aquella época que cuando alguien renunciaba a heredar un bien o a ejercer su derecho preferente a comprarlo, se quitaba ante testigos su sandalia y se la daba al que, tras su renuncia, había de heredar o ser comprador (Rut 4,7).

## Manuscritos más antiguos que se conservan

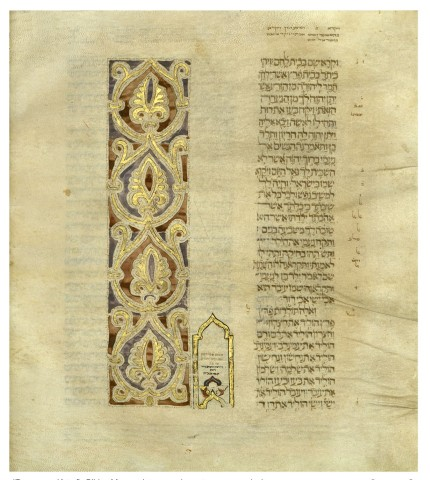
Fin del libro de Rut en Damasco Keter, Biblia. Manuscrito en pergamino. Burgos, España, 1260.

Los manuscritos que han sobrevivido datan de cientos o miles de años después de la autoría inicial. Los manuscritos hebreos más antiguos incluyen el Códice de Alepo (siglo X) y el Códice Leningradensis (1008). Algunos fragmentos que contienen partes de este libro se encontraron entre los Rollos del Mar Muerto, es decir, 4Q104 (~50 a. C.),  4Q105 (30 a. C.-68 d. C.), 2Q16 (~50 d. C.),  y 2Q17 (~50 a. C.), con solo ligeras variaciones del Texto masorético. 
Una letra grande נ, una majuscula, aparece en la primera palabra de HE - לִינִי (lî-nî; «quedarse, alojarse, pasar la noche») - que la Masora más pequeña atribuye a los textualistas orientales o babilonios.
También existe una traducción al griego koiné conocida como la Septuaginta, realizada en los últimos siglos antes de Cristo. Entre los manuscritos antiguos existentes de la versión de la Septuaginta se encuentran el Códice Vaticano (siglo IV) y el Códice Alejandrino (siglo V). En el Codex Sinaiticus existente falta todo el libro de Rut. 

## La historia de Rut en cine y televisión

### Cine
- 1926 - Le berceau de Dieu (Francia)
- 1948 - Ruth (Reino Unido) [mediometraje]
- 1960 - La historia de Ruth (Estados Unidos)
- 1981 - The Story of Ruth (Reino Unido)

### Televisión
Telefilmes:
- 2009 - The Book of Ruth: Journey of Faith (Estados Unidos) [Video]
- 2009 - A Journey of Faith: The Making of Book of Ruth (Estados Unidos) [Video cortometraje documental]

Teleseries:
- 1958 - The Old Testament Scriptures (Estados Unidos)
- 1992-1995 -Animated Stories from the Bible (Estados Unidos) [Serie de animación]
- 1994-1998 - Misterios de la biblia (Estados Unidos) [Serie documental]
- 1996 - Testament: The Bible in Animation (Reino Unido) [Serie de animación]